# Jacques Roubaud

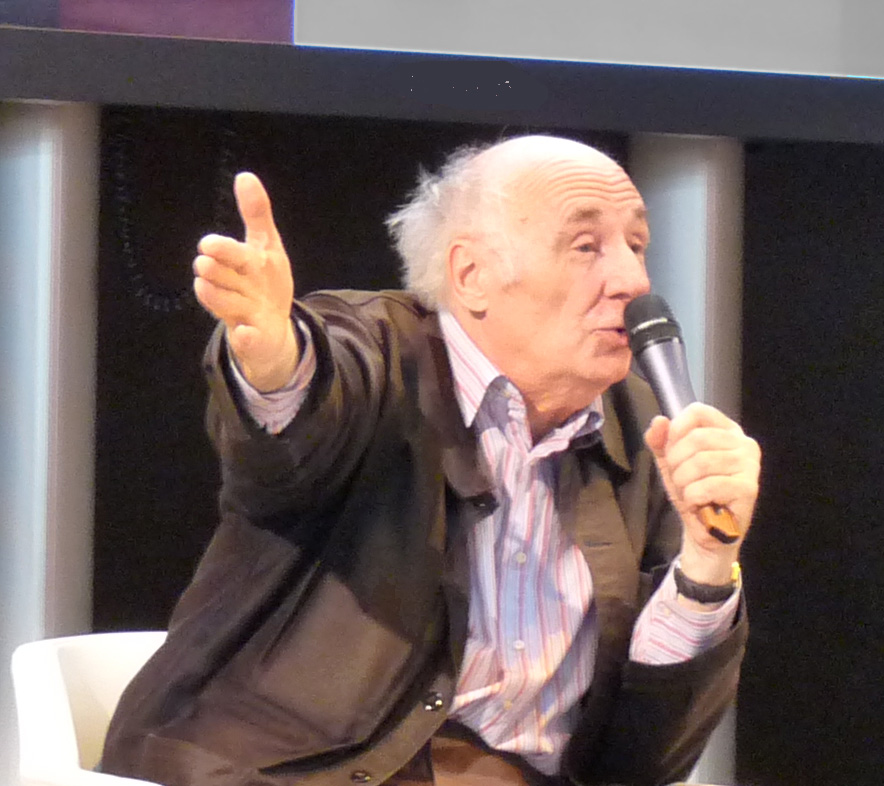
Jacques Roubaud, 2010

Jacques Roubaud (* 5. Dezember 1932 in Caluire-et-Cuire bei Lyon; † 5. Dezember 2024 in Paris) war ein französischer Schriftsteller, Dichter und Mathematiker. Sein Werk zeichnet sich durch die Vermischung von Poesie und Prosa, Realität und Fiktion, Literatur und Mathematik aus. Zu seinen berühmtesten Werken gehört der Hortense-Zyklus. Dieser besteht aus drei Romanen, von denen der erste, Die schöne Hortense, 1985 in Paris erschien.

## Leben

### Kindheit
Jacques Roubaud war der Sohn eines Lehrerehepaars, Suzanne und Lucien Roubaud und hatte eine Schwester und zwei Brüder. Er verbrachte seine Kindheit zunächst in Carcassonne, wo er einen speziellen Unterricht für Literatur besuchte. Er brach diesen jedoch ab und wechselte anschließend in den Mathematikunterricht. Schon früh interessierte er sich für die Poesie und das Sonett. Bereits im Alter von zwölf Jahren schrieb er seine ersten surrealistisch inspirierten Gedichte, die 1945 unter dem Titel Poésies juvéniles veröffentlicht wurden. Seine zweite Gedichtesammlung Voyage du soir erschien 1952.

### Nach 1945
Nach dem Zweiten Weltkrieg studierte Roubaud Mathematik am Institut Henri Poincaré in Paris. Hier begegnete er Pierre Lusson und er besuchte Kurse von Gustave Choquet, Laurent Schwartz und Claude Chevalley, die ihn sehr beeindruckten. Auf Empfehlung von Raymond Queneau trat Roubaud 1966 der Gruppe Oulipo (Ouvroir de litérature potentielle) bei. Gemeinsam mit Paul Braffort gründete er das Atelier de Littérature Assistée par la Mathématique et les Ordinateurs (ALAMO). Zu den zahlreichen Künstlern, mit denen Roubaud zusammengearbeitet hat, zählen u. a. Georges Perec, Florence Delay, Paul Fournel, Michel Deguy und der Komponist François Sarhan. Als Professor lehrte Jacques Roubaud Mathematik an der Université Paris X Nanterre und in den 90er Jahren formale Poetik an der École des Hautes Études en Sciences Sociales, EHESS.

## Werk
Bekannt wurde Jacques Roubaud für seinen 1985 in Paris erschienenen Roman Die schöne Hortense. Es ist der erste von drei Romanen, die von der Heldin Hortense handeln, welche auch die Namensgeberin für die beiden weiteren Romane ist: Die Entführung der Hortense und Das Exil der schönen Hortense. Es handelt sich dabei um Kriminalromane. Zum einen geht es um das Geheimnis der poldevischen Katze Alexandre Vladimirovitch sowie um die Verführung der Hortense durch den poldevischen Prinzen Morgan, zum anderen aber auch um die Aufklärung des Falles des „Schreckens der Haushaltswarenhändler“.